# Nannerl O. Keohane

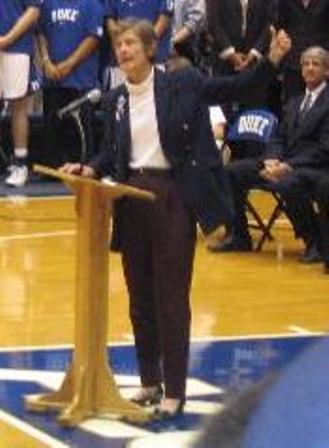
Nannerl O. Keohane

Nannerl Overholser Keohane (* 18. September 1940 in Blytheville, Arkansas) ist eine US-amerikanische Politikwissenschaftlerin und Hochschullehrerin. Sie war die 11. Präsidentin des Wellesley College und die erste Präsidentin der Duke University in Durham, North Carolina.

## Leben und Werk
Keohane war die Tochter des presbyterianischen Ministers James Olverholser und der Englischlehrerin Grace Olverholser White. Sie studierte am Wellesley College, wo sie eine Durant-Stipendiatin gewesen war und 1961 den Bachelor-Abschluss in Politikwissenschaft mit Auszeichnung erhielt. In den zwei Jahren nach ihrem Abschluss erhielt sie ein Marshall-Stipendium, um nach England zu reisen und das St Anne’s College an der University of Oxford zu besuchen. Dort erwarb sie einen Bachelor-Abschluss mit Auszeichnungen in Philosophie, Politik und Wirtschaft. Nach ihrer Rückkehr in die USA promovierte sie in Politikwissenschaft 1967 an der Yale University mit einem Sterling-Stipendium.
Danach unterrichtete sie als Assistenzprofessorin bis 1973 am Swarthmore College in Pennsylvania, wobei sie 1970 und 1972 außerdem Gastdozentin an der University of Pennsylvania war. 1970 heiratete sie in zweiter Ehe in Swarthmore einen Kollegen der Politikwissenschaft, Robert Owen Keohane, mit dem sie vier Kinder bekam. Bis 1981 unterrichtete sie als Professorin an der Stanford University in Kalifornien, wo sie Vorsitzende des Senats der Fakultät war und den Gores Award für herausragende Leistungen in der Lehre erhielt. Während der Zeit in Stanford war sie Mitherausgeberin von der Zeitschrift Signs: Journal of Women in Culture and Society.

### Präsidentin des Wellesley College
1981 wurde sie Präsidentin des Wellesley College, wo sie gleichzeitig zur Professorin für Politikwissenschaft ernannt wurde. Während ihrer Amtszeit wurden die Sportanlagen des Colleges erheblich verbessert und das Davis Museum und das Kulturzentrum wurden gebaut. Zu den technologischen Fortschritten gehörten unter anderem die Automatisierung des Bibliothekskatalogs und der Beginn der College-Website. 1993 verließ sie das Wellesley College, um die erste Präsidentin der Duke University zu werden. Zu ihren Ehren wurde das Nannerl O. Keohane Sports Center am Wellesley College benannt.

### Präsidentin der Duke University
Sie wurde 1993 die dreizehnte Präsidentin der Duke University und lehrte auch als Professorin für Politikwissenschaft.  Sie leitete die Bemühungen zur Erhöhung der Einschreibung von Studenten aus Minderheitengruppen, diversifizierte die Fakultät und beaufsichtigte die Fraueninitiative. Nach fast drei Jahren intensiver Rechtsstreitigkeiten über das Anwesen von Doris Duke, der Tochter des Namensgebers und Stifters der Duke University, wurde Keohane 1996 als eine der sechs Personen benannt, die Treuhänder der durch Doris Dukes Testament gegründeten gemeinnützigen Stiftungen waren. 2008 war sie Vorsitzende des Kuratoriums der Doris Duke Charitable Foundation (DDCF).
2004 verließ Keohane die Duke University  und wurde 2005 zur Laurance S. Rockefeller Distinguished Visiting Professorin für öffentliche Angelegenheiten an der Woodrow Wilson School und am University Center for Human Values an der Princeton University ernannt. Von 2004 bis 2005 war sie Fellow am Stanford Center for Advanced Behavior Studies. Im Herbst 2013 war sie an der American Academy in Berlin als Richard C. Holbrooke Distinguished Visitor.
Sie erhielt Ehrentitel von über zehn Schulen, darunter die Harvard University, das Dartmouth College und das Smith College. Sie war Stipendiatin des Center for Advanced Study in den Verhaltenswissenschaften und ist seit 1991 gewähltes Mitglied der American Academy of Arts and Sciences.

## Auszeichnungen
- 1987: Wilbur Cross Medal[2]
- 1995: National Women’s Hall of Fame
- Marshall Scholarship

## Mitgliedschaften
- Harvard Corporation
- Kuratorium der Doris Duke Charitable Foundation
- Beirat des Social Science Research Council
- Board of Directors der American Academy of Arts and Sciences
- Colonial Williamsburg Foundation
- Council of Foreign Relation
- Board of Directors von IBM
- Director’s Advisory Committee der National Institutes of Health

## Veröffentlichungen (Auswahl)
- Thinking About Leadership, 2010, ISBN 978-0-691-14207-4.
- Philosophy and the State in France: The Renaissance to the Enlightenment, Princeton Legacy Library, Band 4959, 2017, ISBN 978-0-691-65394-5.
- Higher Ground: Ethics and Leadership in the Modern University, 2006, ISBN 978-0-8223-3786-7.
- Community Worthy of the Name : Selected Speeches b, 1995, ISBN 978-0-9646418-0-8